# Ian McKellen
Sir Ian Murray McKellen, angleški gledališki in filmski igralec, * 25. maj 1939, Burnley, Lancashire, Anglija.
Najbolj znan je po vlogi Gandalfa v seriji filmov Gospodar prstanov, pa tudi po drugih večjih vlogah, kot sta Sir Leigh Teabing v Da Vincijevi šifri in Magneto v filmu Možje X: Zadnji spopad.

## Zasebno življenje
Ian McKellen je leta 1988 razkril, da je gej. Je ustanovitveni član Stonewall, ene najbolj vplivnih britanskih LGBT skupin. Leta 1991 je za svoje zasluge na področju igralstva prejel naziv vitez.